# Love Insurance
Love Insurance è un film muto del 1919 diretto da Donald Crisp. La sceneggiatura di Marion Fairfax si basa sull'omonimo romanzo di Earl Derr Biggers pubblicato a Indianapolis nel 1914.

## Trama
A New York, Allan Harrowby, facendosi passare per un aristocratico inglese, si reca nell'agenzia cittadina dei Lloyd's di Londra per stipulare un'assicurazione che lo metta al riparo da ogni ripensamento nei suoi confronti della sua futura sposa. Dick Minot, che lavora per la compagnia assicuratrice, incontra sul treno la bella Cynthia Meyrick di cui finisce per innamorarsi. Ma il lavoro, per lui, è molto importante; così, quando scopre che Cynthia è l'oggetto dell'assicurazione di Harrowby, Dick - a discapito dei propri sentimenti - convince la ragazza a non rompere con il fidanzato. Dopo che un domestico ricattatore dichiara di essere il fratello maggiore di Allan, arriva George, il vero fratello ed erede, accusando il valletto di avergli rubato lo yacht. Il padre di Cynthia proibisce alla figlia di sposarsi finché George, che dichiara che i suoi figli a Chicago gli riderebbero dietro se si facesse chiamare "Lord", cede il titolo in favore di Allan. Cynthia, dopo aver saputo dell'assicurazione ai Lloyd, indignata contro Allan, rompe con lui e si arrabbia anche con Dick per la parte che ha avuto nella faccenda. Ma poi, quando i due innamorati si rivedono per caso ancora una volta in treno, la scintilla si riaccende e il loro amore rifiorisce ormai senza ostacoli.

## Produzione
Il film fu prodotto dalla Paramount Pictures (come Famous Players-Lasky Corporation).

### Altre versioni
Il romanzo di Biggers da cui prende spunto il soggetto del film fu portato sullo schermo due volte dalla Universal: nel 1924 con The Reckless Age, interpretato da Reginald Denny per la regia di Harry Pollard e, nel 1940, con One Night in the Tropics, diretto da A. Edward Sutherland e interpretato da Allan Jones.

## Distribuzione
Il copyright del film, richiesto dalla Famous Players-Lasky Corp., fu registrato il 28 luglio 1919 con il numero LP14030.
Distribuito dalla Paramount Pictures e presentato da Jesse L. Lasky, il film uscì nelle sale cinematografiche statunitensi il 17 agosto 1919. In Svezia, prese il titolo di Kärlekens försäkringsagent.
Non si conoscono copie ancora esistenti della pellicola che viene considerata presumibilmente perduta.